# 日新館

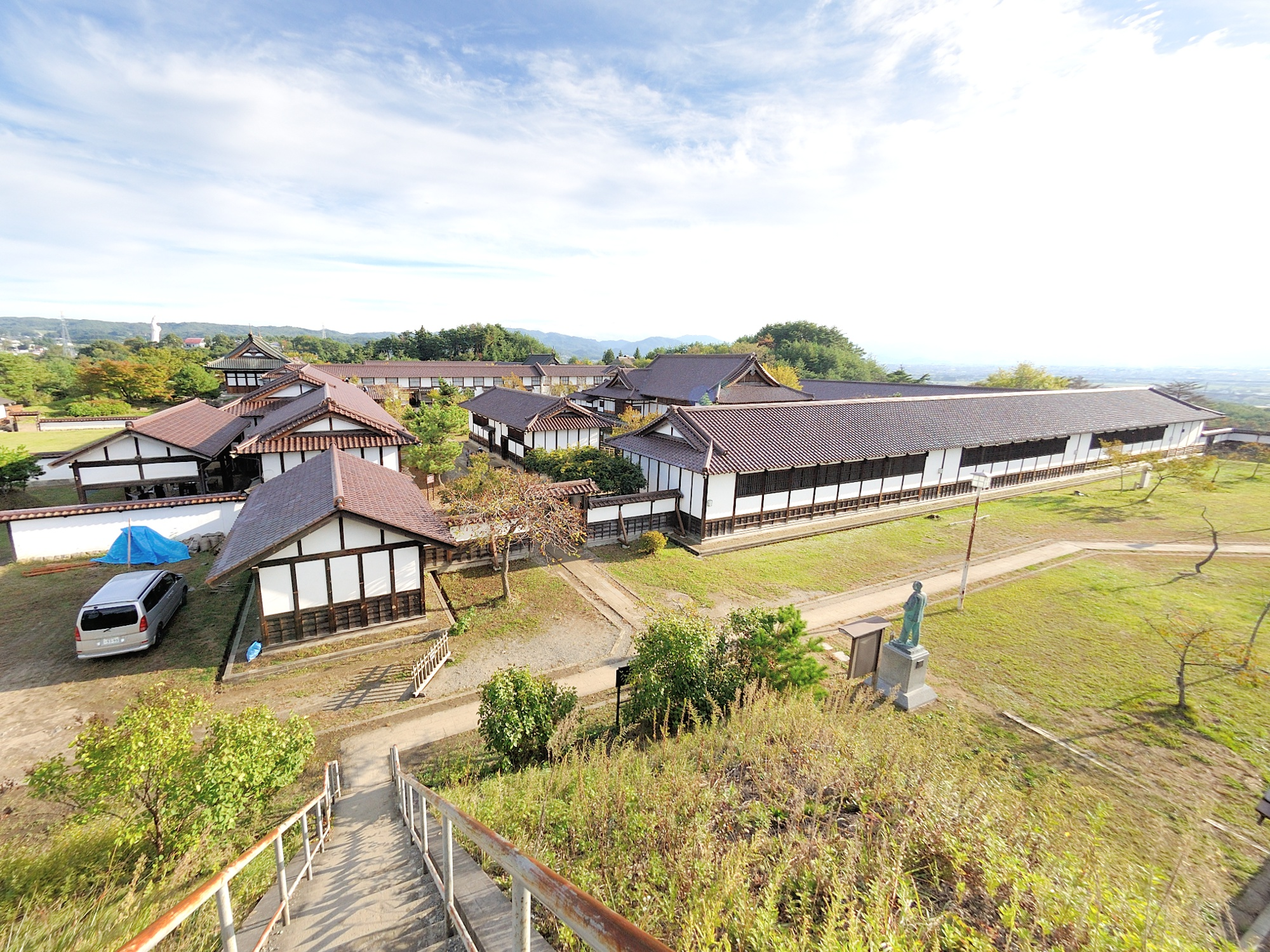
會津藩校日新館全景

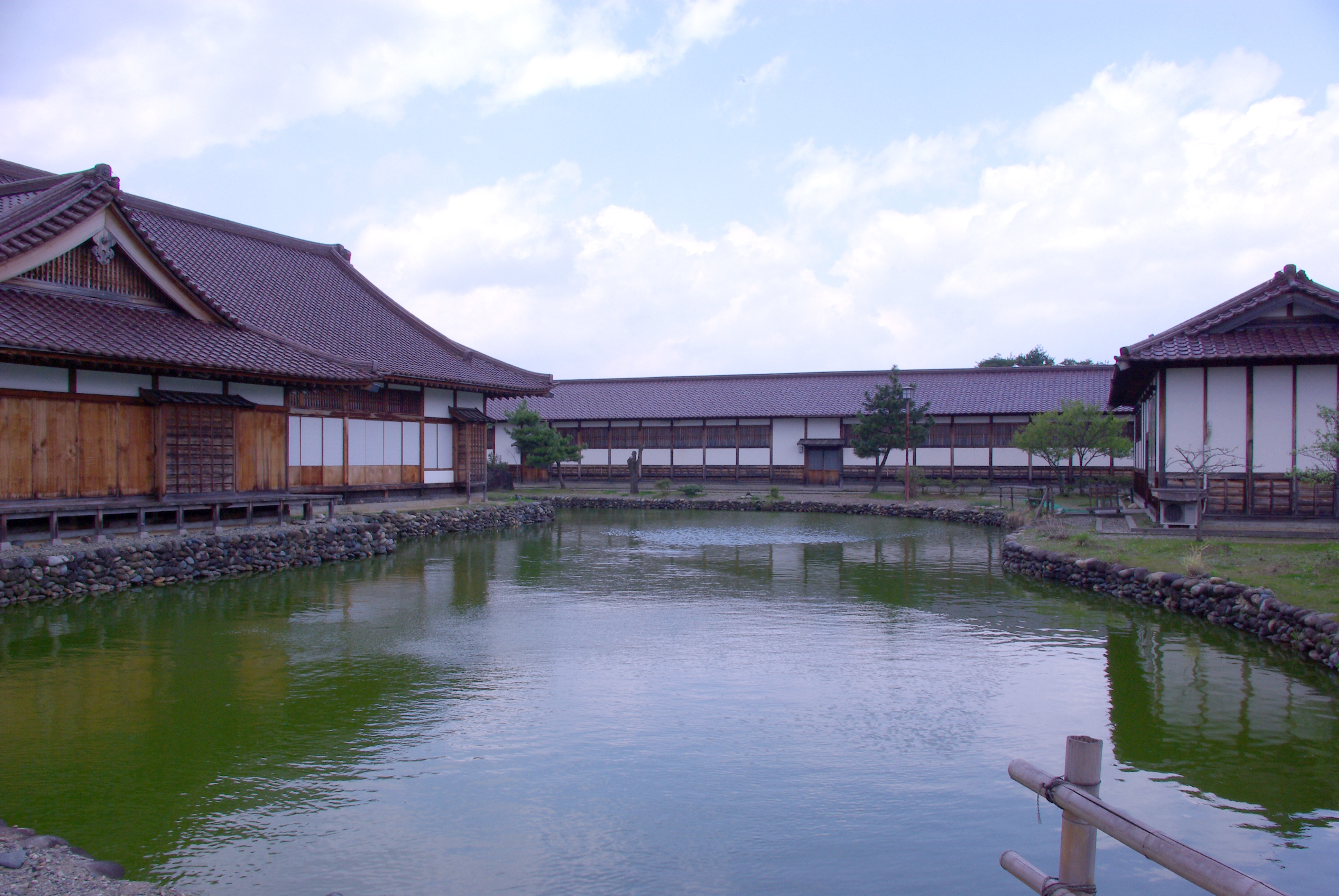
復元された日本最古のプールとされる水練場

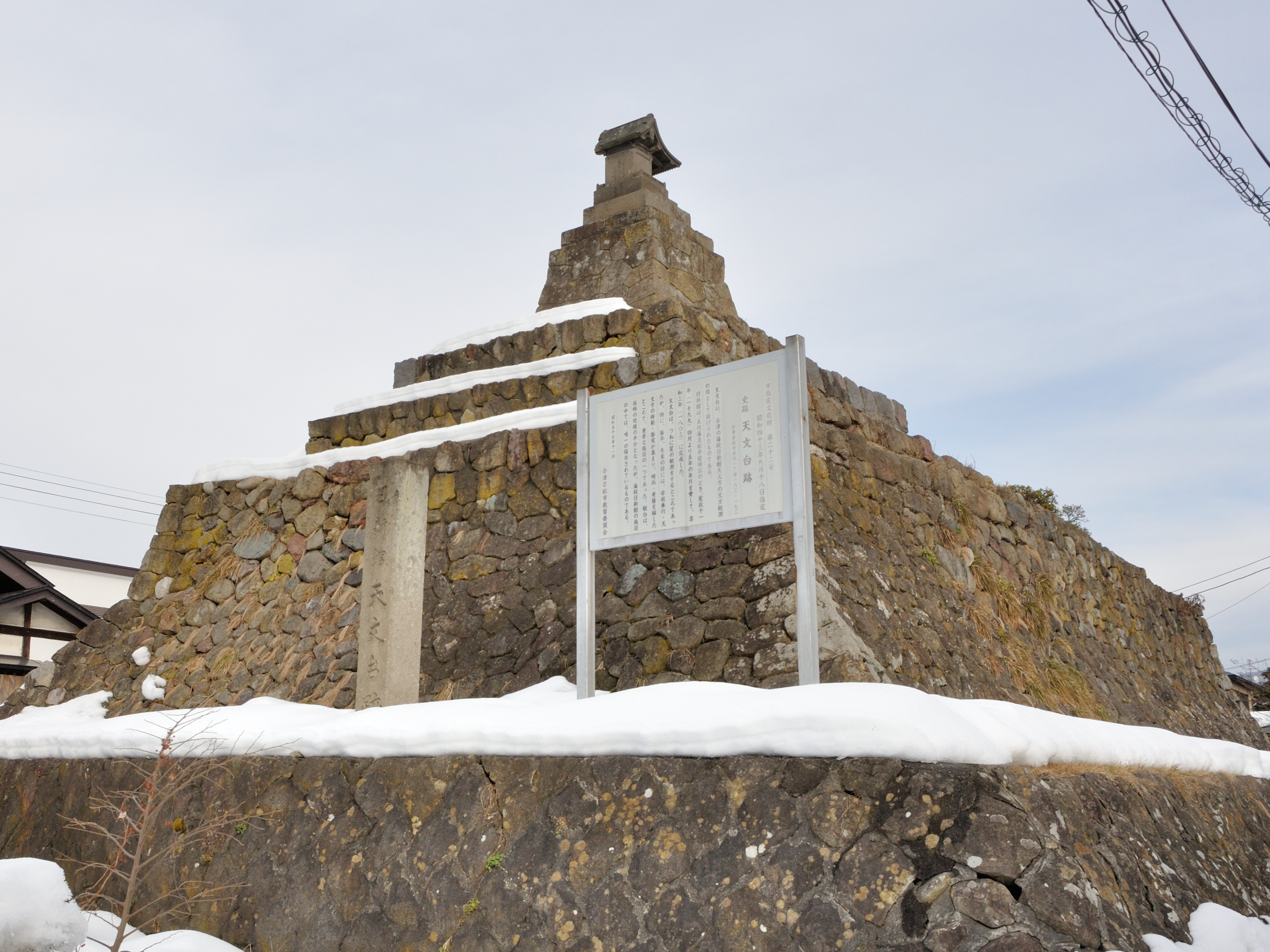
日新館天文台跡

日新館（にっしんかん）は、会津藩の藩校。白虎隊をはじめ、戊辰戦争やその後に活躍する人材を数多く輩出した。

## 概要
1798年（寛政10年）、会津藩家老・田中玄宰の進言により計画される。1803年（享和3年）、会津藩の御用商人であった須田新九郎が新築経費を寄付したため、会津若松城の西隣に日新館の校舎が完成。東西約120間、南北およそ60間の敷地に日本最古のプールといわれる水練場や天文台までをも備えた、全国有数の藩校であった。
日新館は徹底したエリート教育の場で、会津藩士の子弟のみに限定義務づけられた。当時の会津藩の上級藩士の子弟は10歳になると日新館に入学した。15歳までは素読所（小学）に属し、礼法、書学、武術などを学んだ。
素読所を修了した者で成績優秀者は講釈所（大学）への入学が認められた。他に選択制で専門科目を学べ、礼式方、数学方、神道方、皇学方、天文方、雅楽方、開版方、和学所、医学寮があった。
講釈所で優秀な者には江戸や他藩への遊学が許された。
1868年（慶応4年）、戊辰戦争により校舎は焼失。現存するのは会津若松城趾西側に残る天文台跡のみ。

## 會津藩校日新館
実際の藩校は焼失したものの藩校に関する図面などの資料が残っていたため総工費34億円を費やし、1987年（昭和62年）3月に會津藩校日新館として会津若松市河東町（開館当時は河沼郡河東町）に完全復元、開館した。この施設は、博物館・道場（弓道場・武道場）・研修や宿泊施設・映画撮影所などを兼ねており、各種の武道団体も頻繁に練習や合宿に利用している。

### 観覧料[3]
- 一般料金
  - 大人 620円
  - 中高生 500円
  - 小学生 400円

- 団体料金
  - 大人 560円
  - 中高生 450円
  - 小学生 400円

### 管理者
運営管理会社の会津武士道が管理運営を行っている。
開館当初は会津武家屋敷（若松ガス子会社）が運営していた。経営権は2006年に葬祭業の神保（会津若松市）が経営譲渡を受けたが、業績が振るわず、2020年に会津若松市に無償譲渡を申し出たが財政負担を生じるため市は寄贈を受けなかった。2022年3月にオフィス佐藤（東京）の社長が敷地と建物を取得し、さらに運営管理会社の会津武士道の全株式が神保からオフィス佐藤に移され経営権が譲渡された。

## ロケーションが行われた作品

### テレビドラマ
- 新撰組!（2004年）
- 白虎隊（2007年）
- 温泉若おかみの殺人推理（2009年）
- 坂の上の雲（2009年）
- 白虎隊～敗れざる者たち（2013年）
- 八重の桜（2013年）

### ミュージック・ビデオ
- 「逃げ水」- 乃木坂46（2017年）[6]

## 交通アクセス
- 磐越自動車道 磐梯河東ICから車で5分
- JR東日本会津若松駅よりタクシーで15分、バスで30分
- JR磐越西線広田駅よりタクシーで5分